# Deirdre Wilson
Deirdre Susan Moir Wilson (née en 1941) est une linguiste et scientifique cognitive britannique. Elle est professeure émérite de linguistique à l'University College de Londres et professeure de recherche au Centre d'étude de l'esprit dans la nature de l'Université d'Oslo. Son travail le plus remarqué est dans la pragmatique linguistique, en particulier dans le développement de la théorie de la pertinence avec l'anthropologue français Dan Sperber. Ce travail est particulièrement reconnu dans la Philosophie du langage.

## Biographie
Wilson obtient son baccalauréat en philosophie à l'Université d'Oxford tout en travaillant avec le philosophe Paul Grice. Elle obtient son doctorat au Massachusetts Institute of Technology avec le linguiste Noam Chomsky comme directeur de thèse. Elle est chargée de cours au Somerville College d'Oxford. Elle a comme étudiants Stephen Neale (CUNY Graduate Center) et Robyn Carston (University College de Londres).
Le travail de Wilson porte sur la pragmatique linguistique. La pragmatique est l'étude de la façon dont les facteurs contextuels interagissent avec le sens linguistique dans l'interprétation des énoncés. Son livre de 1975 Presuppositions and Non-Truth-Conditional Semantics préconise une approche pragmatique des présuppositions. Dans sa collaboration de longue durée avec l'anthropologue français Dan Sperber, elle publie de nombreux livres et articles sur 30 ans. Leur livre de 1986 Pertinence : communication et cognition jette les bases de la théorie de la pertinence qu'ils continuent à développer dans des livres et articles ultérieurs.
La théorie de la pertinence est, globalement, la théorie selon laquelle le but d'un interprète est de trouver une interprétation de la signification de l'orateur qui satisfait la présomption de pertinence optimale. Une entrée est pertinente pour un individu lorsqu'elle se connecte aux hypothèses contextuelles disponibles pour produire des effets cognitifs positifs.